# Deutsche Hydrierwerke Rodleben
Die DHW Deutsche Hydrierwerke GmbH Rodleben, zuvor Deutsche Hydrierwerke AG Rodleben, ist ein deutsches Unternehmen im Chemiebereich mit Sitz in Rodleben, Sachsen-Anhalt. Als Hydrierwerk erlangte es ab den 1930er Jahren eine erhebliche Bedeutung.

## Geschichte
Um 1900 hatte sich eine Fabrik für Hautwolle und Ledergewinnung angesiedelt.
Am 8. Juni 1916 wurde in Rodleben bei Roßlau die Tetralin-Werke GmbH gegründet, um Tetrahydronaphthalin als Ersatztreibstoff für Dieselmotoren herzustellen, die spätere Deutsche Hydrierwerke AG (DEHYDAG). 1925/26 verflüssigte man Kohle durch Hydrierung und stellte daraus Fettsäuren für die Seifen- und Textilindustrie sowie für die kosmetische Lebens- und Arzneimittelindustrie her. Die Deutschen Hydrierwerke AG Rodleben entstanden am 25. April 1927 als Neugründung. 1932/33 übernahm der Henkel-Konzern das Werk. Ab 1939 gab es eine Arbeitsgemeinschaft mit der Böhme Fettchemie GmbH in Chemnitz. 1945 wurde das Werk Volkseigentum (Chemische Fabrik Hydrierwerk der SAG für Mineraldünger bzw. VEB Deutsche Hydrierwerke Rodleben) und war bis 1990 Teil des VEB Kosmetik-Kombinat Berlin. Mit rund 3000 Beschäftigten war der VEB größter Kombinatsbetrieb. In ihm wurden weiterhin Fettsäuren als Grundprodukt der Kosmetikindustrie erzeugt.
1991 wurde die DHW GmbH Rodleben vom indonesischen Unternehmen Salim übernommen. Die Ecogreen Oleochemicals wurde im Jahre 2001 gebildet. Produziert werden ungesättigte Fettalkohole, Fettamine, Sorbitole, andere Zuckeralkohole und Spezialitäten wie Fettsäureester und Ether.